# Roberto Pistore
Roberto Pistore (Monza, 20 mei 1971) is een voormalig Italiaans wielrenner.
Na een goed seizoen bij de amateurs waarin hij de Tour de la vallée d'Aoste en een etappe in de Regio Tour won werd Pistore beroepsrenner bij Team Polti. In 1995 won hij de Regiotour en behaalde nog enkele aansprekende resultaten, waaronder een tweede plaats in het bergklassement van de Ronde van Spanje, achter Laurent Jalabert. 

## Belangrijkste overwinningen
1995
Giro del Canavese
Eindklassement Regio Tour
1997
1e etappe Uniqa Classic
2e etappe Hofbrau Cup (ploegentijdrit)

## Resultaten in voornaamste wedstrijden
| Jaar | Ronde van Italië | Ronde van Frankrijk | Ronde van Spanje |
| ---- | ---------------- | ------------------- | ---------------- |
| 1995 |                  |                     | 6e               |
| 1996 |                  | opgave              | 4e               |
| 1997 | opgave           |                     |                  |
| 1998 |                  |                     |                  |

| Jaar | Milaan-San Remo | Luik-Bast.‑Luik | Ronde van Lombardije |  | WK op de weg |
| ---- | --------------- | --------------- | -------------------- |  | ------------ |
| 1995 |                 |                 | 9e                   |  |              |
| 1996 |                 |                 | 32e                  |  | 42e          |
| 1997 |                 | 86e             |                      |  |              |
| 1998 | 159e            |                 |                      |  |              |